# Paal Berg
Paal Olav Berg, född 18 januari 1873 i Hammerfest, död 24 maj 1968 i Bærum, var en norsk jurist och politiker. Han var far till textilkonstnären Sigrun Berg.
Berg var 1907–1909 sekreterare i den svensk-norska renbeteskommissionen, och utarbetade förslag till lag om medling i arbetstvister, vilket 1915 blev lag, samt utsågs samma år till ordförande i Arbeidsretten. Berg blev assessor i Højesteret 1918, var socialminister i Gunnar Knudsens andra ministär 1919–20 och justitieminister i Johan Ludwig Mowinckels ministär 1924–1926. Han hade sedan länge varit intresserad för frågor om arbetarskydd och verkade som minister 1919 för antagande av lag om 8 timmars arbetsdag. Han anordnade samma år en folkomröstning angående förbudsfrågan.
Berg var president i Høyesterett 1929–1940 och 1945–1946 samt medverkade i april 1940 till bildandet av administrationsrådet, vilket skulle ersätta regeringen. Sedan Vidkun Quisling övertagit makten senare samma år, vägrade Berg att samarbeta med den tyska ockupationsmakten och blev 1943 ordförande i Hjemmefronten, den del av motståndsrörelsen som fanns i Norge. Efter krigsslutet var Berg ordförande i den särskilda domstol som dömde Quisling till döden.